# Si Miller Arena
 (avril 2025).
Le Si Miller Arena (anciennement nommé le Cornwall Community Arena et le Water Street Arena) est un aréna situé à Cornwall en Ontario.

## Histoire
Cet aréna fut le domicile des défunts Royals de Cornwall de la Ligue de hockey junior majeur du Québec au cours de leurs premières saisons avant d'être remplacé par le Cornwall Civic Complex, un aréna de 4 000 places.
C'est dans cet aréna que Maurice « Rocket » Richard a compté son premier but dans l'uniforme des Canadiens de Montréal, le 22 octobre 1942, lors d'un match exhibition contre les Bruins de Boston au profit de l'Armée canadienne. Les Canadiens ont remporté le match par la marque de 6-2.